# Raïon de Rodionovo-Nesvetaïskaïa
Le raïon de Rodionovo-Nesvetaïskaïa (en russe : Родионово-Несветайский район, Rodionovo-Nesvetaïski raïon) est une subdivision de l'oblast de Rostov, en Russie. Son centre administratif est Rodionovo-Nesvetaïskaïa.

## Géographie
Le raïon de Rodionovo-Nesvetaïskaïa couvre 1 547 km2 et est situé au nord de Rostov-sur-le-Don. Sa frontière nord est limitrophe de l’oblast de Louhansk (Ukraine).

## Histoire
De 1920 à avril 1924 le district fait partie du gouvernement de Donetsk de la république socialiste soviétique d'Ukraine. Par la suite il est rattaché au kraï d’Azov et de la Mer Noire avant de devenir en un raïon en 1935. Ce raïon entre dans le territoire de l’oblast de Rostov lors de sa création en 1937. Après divers remaniements le raïon, temporairement liquidé en 1963, est rétabli prend sa forme actuelle en 1965.

## Population
La population de ce raïon s'élevait à 22 748 habitants en 2016.

## Subdivisions territoriales
Le raïon comprend six communautés rurales :
- Communauté rurale de Barilo-Krepinskaïa
- Communauté rurale de Boldyrevka
- Communauté rurale de Bolchekrepinskaïa
- Communauté rurale de Volochino
- Communauté rurale de Kouteïnikovo
- Communauté rurale de Rodionovo-Nesvetaïskaïa